# Rafah (gouvernement)
Rafah (Arabisch: محافظة رفح, Rafaḩ) is een gouvernement van de staat Palestina, gelegen in het uiterste zuiden van de Gazastrook, aan de grens met Egypte. Het gebied telde in 2021 circa  260.000 inwoners.

## Woonkernen
- Rafah
- Rafah Camp
- Shokat as Sufi
- Al-Nnaser (Al Bayuk)